# جائزة سان مارينو الكبرى للدراجات النارية 2019
جائزة سان مارينو الكبرى للدراجات النارية 2019 هو سباق دراجات نارية أقيم بتاريخ 15 سبتمبر 2019 في حلبة ميزانو الدولية، ميزانو أدرياتيكو، إيطاليا. كان الجولة الثالثة عشر من أصل 19 في سباق الجائزة الكبرى للدراجات النارية موسم 2019. فاز مارك ماركيث بفئة الموتو جي بي بينما جاء فابيو كوارتارارو في المركز الثاني وحصل على المركز الثالث مافريك فيناليس.